# God Save The Rave (album)
A God Save The Rave a német Scooter együttes huszadik nagylemeze, mely 2021. április 16-án jelent meg. Kétlemezes normál kiadásban, valamint limitált Deluxe Box változatban is kiadásra került (ennek a csomagnak a része egy pár zokni, autóillatosító, valamint autós és egyéb matricák), illetve dupla bakeliten, ez utóbbiból egy limitált példányszámú átlátszó széria is készült.
Magyarországra ezt a lemezt már nem hozta be a Magneoton, ugyanis időközben megszűntek a Scooter kiadványait hazánkban menedzselő kiadó lenni.

## Áttekintés
Phil Speiser 2018-as kiválását követően Etnik Zarari érkezett, de ő csak pár hónapig volt a csapat tagja, és ez idő alatt mindössze a "Move Your Ass! (Noisecontrollers Remix)" jelent meg, mint új kiadvány. Sebastian Schilde 2019-ben érkezett a helyére, a Scooter pedig egy hosszabb turnézás után éppen ismét dalokat kezdett el kiadni. A rendszeres időközönként megjelenő kislemezek mellé azonban a nagylemez sehogy sem akart megjelenni. Nem tett jót a helyzetnek a 2020-ban tombolni kezdő koronavírus-járvány, amely alapjaiban írta felül a Scooter terveit.
2020. november 27-én, a "Paul Is Dead" kislemez megjelenésével egy időben jelentették be az interneten, hogy jön a "God Save The Rave" nagylemez, az azonos című kislemez és turné után, mégpedig 2021. február 26-án. Ezzel egy időben elkezdték forgalmazni a lemezhez kapcsolódó merchandize termékeket is. December 14-én bejelentették, hogy az album megjelenését április 16-ára tolják, ugyanis a járvány miatt nem sikerült időben legyártatni a Deluxe Box-hoz szükséges termékeket.
Február elején az Amazon rendszerében keletkezett egy hiba, ami miatt több előrendelőnek egyszerűen törlődött a megrendelése, gyakorlatilag eltűnt a termékek adatlapja. Ebből azt a téves következtetést vonták le többen, hogy a kiadvány hátha meg sem jelenik. Az együttes intézkedett a hiba megoldása érdekében. Ugyanekkor kiderült, hogy mik is az extrák, amiket a Deluxe Boxhoz adnak, és nem nyerték el maradéktalanul a rajongók tetszését, főleg hogy jelentős részüket webshopból már eleve be lehetett szerezni. Ráadásul az is nyilvánvalóvá vált, hogy a 2-es CD-n az "I Want You To Stream" koncertlemezt adják ki, ami szintén sokak nemtetszését váltotta ki. Később abból adódott probléma, hogy egy új rendelet miatt az Amazon csak korlátozottan volt hajlandó Magyarországra szállítani Németországból.
A megjelenés hetében közölték, hogy a "Groundhog Day" fogja felvezetni a lemezt, melynek videoklip-premierje a lemez megjelenésének napjára esett. Ugyanezen a héten egy népszerű kezdeményezéshez csatlakoztak: NFT-ket bocsátottak licitre.

## A dalokról
A lemeznek több mint a felét már korábban is kiadták kislemezként, így nem képeztek újdonságot. A "Futurum Est Nostrum" egy gregorián alapokra helyezett intro. Több szám, úgy is, mint az ezt követő "God Save The Rave", a "We Love Hardcore", a "Which Light Switch Is Which", az albumverziós "Rave Teacher", vagy a "Devil's Symphony", nagyjából egy sémára épül: a fő énektémával kezdődik, majd jön a dallam és H.P. Baxxter szövege, a legvégén pedig hardstyle alapokra cserélik az ütemeket.
Szintén hardstyle alapú, de másabb felépítésű dal a "Never Stop The Show", ami zongoraintróval kezdődik, és a végén is van egy hosszabb, nyugodtabb levezetés. Ez az egyetlen olyan dal a lemezen, amelyben a női vokált semmilyen módon nem torzították el. A "Paul Is Dead" és a "Groundhog Day" a gyors tempójukkal lógnak ki a dalok közül. A "Bassdrum"-ban a közreműködő Finch Asozial is szövegel, méghozzá németül, ezzel ez a Scooter második (bár csak félig) német nyelvű kislemeze a "Lass Uns Tanzen" után. Maga a dal minimalista ütemekre épül.
A "Hang The DJ"-ben és a "These Days"-ben a korábbi Scooter-lemezekről visszaköszönő psytrance elemek is hallhatóak, előbbiben pedig skótduda is. Az "Анастасия" és a kizárólag bakelitre felkerült "Lugosi" lassabb tempójú, nehezebb technoszámok, a középső résztől kezdve egy egyszerűbb dallamtémával. A "Wan'drin' Star" egy szokatlan albumzáró szám, egy Lee Marvin-feldolgozás, teljes egészében H.P. Baxxter énekével és akusztikus gitárral kísérve.
A "FCK 2020" és a "Groundhog Day" szövege és témája a koronavírus-járvány miatti világleállásra reflektál.

## Számok listája

### CD1 – God Save The Rave
| #  | LP | Cím                                          | Szerzők | Hossz |
| -- | -- | -------------------------------------------- | --- | ----- |
| 1  | A1 | Futurum Est Nostrum                          | H.P. Baxxter, Sebastian Schilde, Michael Simon, Jens Thele | 1:49  |
| 2  | A2 | God Save The Rave                            | H.P. Baxxter, Sebastian Schilde, Michael Simon, Jens Thele, Patrick Poehl, Kevin Kridlo, Vanessa Schulz                                                        | 3:13  |
| 3  | A3 | Never Stop The Show                          | H.P. Baxxter, Sebastian Schilde, Michael Simon, Jens Thele, Diandra Faye, Mijke Breepoel                                                                       | 3:53  |
| 4  | A4 | We Love Hardcore                             | H.P. Baxxter, Sebastian Schilde, Michael Simon, Jens Thele, Michael Karl Thivaios, Dimitri Thivaios, Fabian Bohn, Elie Abwi, Florian Senfter, Emanuel Guenther | 3:17  |
| 5  | A5 | Paul Is Dead                                 | H.P. Baxxter, Sebastian Schilde, Michael Simon, Jens Thele, Timothy Jude Smith, Jeremy Bunawan, Leonie Burger                                                  | 2:55  |
| 6  | B1 | Bassdrum                                     | H.P. Baxxter, Sebastian Schilde, Michael Simon, Jens Thele, Nils Wehowsky, Matthias Mania, Daniel Grosmann, Vanessa Schulz                                     | 2:56  |
| 7  | B2 | Which Light Switch Is Which?                 | H.P. Baxxter, Sebastian Schilde, Michael Simon, Jens Thele, Patrick Poehl, Kevin Kridlo, Christin Pohl, Vincent Oostlander, Marco Marinus J.A:C.M. Verkuylen   | 3:23  |
| 8  | B3 | FCK 2020                                     | H.P. Baxxter, Sebastian Schilde, Michael Simon, Jens Thele, Vanessa Schulz                                                                                     | 3:31  |
| 9  | B4 | Groundhog Day                                | H.P. Baxxter, Sebastian Schilde, Michael Simon, Jens Thele, Leonie Burger, Vitali Zestovskih                                                                   | 2:55  |
| 10 | C1 | Hang The DJ                                  | H.P. Baxxter, Sebastian Schilde, Michael Simon, Jens Thele | 3:17  |
| 11 | C2 | Rave Teacher (Somebody Like Me) (Album Edit) | H.P. Baxxter, Sebastian Schilde, Michael Simon, Jens Thele, Mark Carpentier, Shea Duncan, Oscar Bishop                                                         | 3:18  |
| 12 | C3 | Анастасия                                    | H.P. Baxxter, Sebastian Schilde, Michael Simon, Jens Thele | 6:59  |
| 13 | D1 | Devil's Symphony                             | H.P. Baxxter, Sebastian Schilde, Michael Simon, Jens Thele, Patrick Poehl, Kevin Kridlo, Charlotte Boss                                                        | 3:06  |
| 14 | D2 | These Days                                   | H.P. Baxxter, Sebastian Schilde, Michael Simon, Jens Thele | 4:05  |
| 15 |    | Wand'rin' Star                               | Frederick Loewe, Alan Jay Lerner | 3:59  |
|    | D3 | Lugosi                                       | H.P. Baxxter, Sebastian Schilde, Michael Simon, Jens Thele | 7:04  |

### CD2 – I Want You To Stream
Ez a lemez a 2020. március 27-én rögzített online koncertjük anyagát tartalmazza. Az LP-kiadás csak az eredeti albumot tartalmazza bakeliten, ahhoz a 2-es CD-t ajándékba mellékelték.
1. Intro
2. One (Always Hardcore)
3. Ramp! (The Logical Song)
4. Bora! Bora! Bora!
5. My Gabber
6. God Save The Rave
7. Fire
8. How Much is The Fish?
9. The Age of Love (Nacho Remix)
10. Fuck The Millennium / Call Me Manana
11. J'adore Hardcore / Jumping All Over The World
12. Maria (I Like It Loud)
13. Which Light Switch Is Which?
14. Endless Summer / Hyper Hyper / Move Your Ass! (Noisecontrollers Remix)

## Kritikák
A német Spiegel 2021. április 16-i kritikájában a hét lemezének választotta a "God Save The Rave"-et. Megjegyezték, hogy furcsa idők járnak, amikor a hamburgi techno trió szállítja a legjobb koronavírus-ellenes számot a "FCK 2020" személyében, emellett dicsérték a "Never Stop The Show" és a "We ove Hardcore" című dalokat. Sebastian Schilde csatlakozását pozitívumként értékelték, aki szerintük az album trance-esebb pillanataiért felel.Összességében 6.0 pontot osztottak ki a lemeznek.

## Feldolgozások, sample-átvételek
- Futurum Est Nostrum : Carlos Estella-Gregorian Chant
- We Love Hardcore: Zombie Nation – Kernkraft 400
- Which Light Switch Is Which: T-Marc & Vincent – Strings of Infinity
- FCK 2020: The Pitcher – Pump It Loud
- Groundhog Day: Cosmic Gate – Firewire
- Hang the DJ: Anders Gunnar Norudde – Konvulsionslaten
- Rave Teacher (Somebody Like Me): Xillions – Somebody Like Me (Mark With A K Remix)
- Devil's Symphony: Pjotr Iljics Csajkovszkij – Hattyúk tava
- These Days: Oliver Koletzki – Iyéwaye
- Wand'rin' Star: Lee Marvin – Wand'rin' Star

## Közreműködtek
- H.P. Baxxter a.k.a. No Diggity Diggity H (szöveg)
- Sebastian Schilde (zene)
- Michael Simon (zene)
- Jens Thele (menedzsment)
- Kevin Kridlo, Patrick Poehl [Harris & Ford] (God Save The Rave, Devil's Symphony, Which Light Switch Is Which, társszerző)
- Timmy Trumpet, Jeremy Bunawan, Leonie Burger (Paul Is Dead, társszerző)
- Charlotte Boss (Devil's Symphony, vokál és társszerző)
- Vanessa Schulz (God Save The Rave, FCK 2020, vokál, Bassdrum vokál és társszerző)
- Diandra Faye (Never Stop The Show, vokál)
- Leony (Paul Is Dead és Groundhog Day, vokál)
- VIZE (Groundhog Day, társszerző)
- Xillions [Oscar Bishop, Shea Duncan] (Rave Teacher, társszerző)
- Balca Yildiztekin (Rave Teacher, Devil's Symphony, vokál)
- Christin Pohl (Which Light Switch Is Which, vokál)
- Finch Asozial, Daniel Grossmann, Matthias Mania (Bassdrum, társszerző)
- Dimitri Thivalos, Michael Thivalos [Dimitri Vegas & Like Mike], Fabian Bohn [Brennan Heart], Elie Abwi [Toneshifterz] (We Love Hardcore, társszerző)
- Achim Janssen (Wan'drin' Star)
- Philip Nürnberger (fényképek)
- Martin Weiland, Tobias Trettin (borítóterv)

## Videóklipek
- A Rave Teacher-hez a korábbiakhoz képest egyszerűbb videóklip készült, mely április 8-án lett elérhető. Lényegében egy térben játszódik az egész, egy stúdióban, melyben egy rendőrautó található, az oldalán Scooter-logóval. Ez utóbbi utalás a The KLF sikeres projektjére, a "The Timelords"-ra, ugyanis ugyanilyen rendőrautó szerepelt annak a klipjében is. A Scooter tagjai vagy az autóban láthatóak, vagy előtte zenélnek, ezen kívül csak egy kezeslábasba öltözött, búvárszemüveghez hasonló maszkos táncos látható a klipben.
- A God Save The Rave klipje két héttel a kislemez megjelenése után jött ki. Ezúttal is szerepet kap benne egy autó, mellyel a Scooter tagjai és a Harris & Ford duó egy benzinkúthoz mennek. H.P. Baxxter vacsorát rendel magának, miközben a többiek elvannak a kúton. A táncosok ezúttal az autómosó hatalmas mosókeféjének öltöztek. Ez a Scooter történetének első 21:9 képarányban rögzített videóklipje.
- A Devil's Symphony megjelenésekor egyáltalán nem jött ki videoklip, csak október 30-án, amely szakítva a hagyományokkal egy "Lyric Video" volt, azaz elsősőrban a szövegre koncentrált. Külsőségeit tekintve egy sűrű sötét erdőben, televízióképernyőkön látható a dalszöveg, néha bevágásokkal az együttes tagjairól. A klip 4K felbontású, 21:9 képarányú.
- A Which Light Switch Is Which? klipje másfél héttel a kislemez megjelenése után, december 17-én jelent meg. Ebben a Scooter három tagja műanyag formában látható egy számítógéppel generált világban.
- A Bassdrum videoklipjében a Scooter tagjai valamint Finch Asozial láthatóak különféle stúdióban rögzített jelenetekben.
- A FCK 2020 klipjét Svédországban vették fel. Szerepel benne a Latela által készített autó, amellyel végighajtanak egy kihalt város utcáin. A videoklipben Sebastian és Michael kiplakátolják a várost a kislemezborítón is látható képpel, miközben H.P. Baxxter három táncoslány kíséretében látható egy raktárépületben.
- A Paul Is Dead klipjét a korábbiakhoz hasonlóan, a Zyrkus Video productions készítette. Felbukkan benne a Scooter három tagja, egyes jelenetekben egy-egy üvegkockába zárva, máskor egy régi katonai rádiót használva és telefonálva, továbbá hasonlóan bezárt táncoslányok, akiknek olykor maszk van az arcán. Timmy Trumpet csak bevágott képkockákon szerepel.
- A We Love Hardcore klipjében korábbi koncerteken készült felvételek kerültek összevágásra, egyes jelenetekben pedig H.P. Baxxter került rámontírozásra a kivetítőkre.
- A Groundhog Day videoklipje egy figyelmeztetéssel kezdődik, hogy a villózdó fényekre érzékenyek fokozott óvatossággal nézzék meg. Ez azért van, mert a klipben dominál a vörös szín illetve a villogás. A klip az "Idétlen időkig" című filmből vett alapötlettel mutatja be, hogy 2021-ben sem változott meg a helyzet, valamennyi koncert le van mondva, és H.P. Baxxter minden nap úgy kel fel, hogy az pont ugyanolyan, mint az előző.

## Érdekességek
- A "Never Stop The Show" bakelitverziójának az utolsó másodpercei eltérőek.
- A "Futurum Est Nostrum" és a "God Save The Rave" a CD-kiadáson egymásba úsztatva hallhatóak.

## Helyezések

### Nagylemez
| Németország | Magyarország | Ausztria | Svájc | Egyesült Királyság | Belgium |
| ----------- | ------------ | -------- | ----- | ------------------ | ------- |
| 4           | 22           | 7        | 12    | 90                 | 159     |

### Kislemezek
| Év   | Szám címe                                          | Helyezések  | Helyezések   | Helyezések         | Helyezések | Helyezések | Helyezések |
| Év   | Szám címe                                          | Németország | Magyarország | Egyesült Királyság | Skócia     | Hollandia  | Finnország |
| ---- | -------------------------------------------------- | ----------- | ------------ | ------------------ | ---------- | ---------- | ---------- |
| 2019 | Rave Teacher (Somebody Like Me) (feat. Xillions)   | 33          | 2            | -                  | -          | -          | 10         |
| 2019 | God Save The Rave (feat. Harris & Ford)            | 28          | 2            | -                  | -          | -          | 6          |
| 2019 | Devil's Symphony                                   | -           | 3            | -                  | -          | -          | -          |
| 2019 | Which Light Switch Is Which?                       | -           | 4            | -                  | -          | -          | -          |
| 2020 | Bassdrum (feat. Finch Asozial)                     | 24          | 6            | -                  | -          | -          | -          |
| 2020 | FCK 2020                                           | 82          | 2            | 74                 | 49         | 69         | -          |
| 2020 | Paul Is Dead (feat. Timmy Trumpet)                 | 17          | 14           | -                  | -          | -          | -          |
| 2021 | We Love Hardcore (feat. Dimitri Vegas & Like Mike) | 47          | 16           | -                  | -          | -          | -          |
| 2021 | Groundhog Day                                      |             |              |                    |            |            |            |